# AGM-159
AGM-159 war ein US-amerikanisches Luft-Boden-Marschflugkörper-Projekt aus den 1990er-Jahren.
Die von McDonnell Douglas und später durch die Übernahme von Boeing im Rahmen des JASSM-Programm (Joint Air-to-Surface Standoff Missile) entwickelte AGM-159 war das Konkurrenzmodell zu der von Lockheed Martin entwickelten AGM-158 JASSM. Doch im April 1998 ging die AGM-158 als Sieger hervor und die Entwicklung der AGM-159 wurde gestoppt. 